# Too busy
«Too busy» (en hangul, 너무 바빠서) es una canción grabada por la boyband china Boy Story en colaboración de Jackson Wang. Fue lanzada digitalmente 26 de julio de 2019 por JYP Entertainment.

## Antecedentes
La canción fue confirmada 24 de julio de 2019, como el sencillo . Too busy emplea una combinación de  música electrónica y hip hop que se mezcla con melodías de bubblegum pop. La canción fue escrita  por Jennifer Eunsoo Kim y compuesta por Jackson Wang. La canción  tiene una duración de tres minutos y cuarenta segundos.

## Vídeo musical
El vídeo musical fue lanzado el 26 de julio de 2019 junto con el álbum  y fue dirigido por JYP Entertainment y Tencent Music. A partir de septiembre de 2020, tiene más de 5 millones de visitas y 480 mil de Me gusta en YouTube. El 6 de agosto, el vídeo de práctica de baile para «Too busy» fue lanzado en el canal oficial de YouTube de JYP Entertainment.

## Promoción
El 6 de septiembre de 2019 fueron a Toronto, Canadá, donde hicieron un concierto con la canción principal Too busy.
El 28 de septiembre de 2019 fueron invitados a KCON Thailand, siendo el primer grupo idol chino en participar en este concierto.
A finales del 2019 aparecieron en el drama coreano Dear My Name, dónde bailaron y cantaron una versión de la canción Too Busy en inglés.

## Premios
| Año  | Premio                 | Categoría             | Resultado | Ref           |
| ---- | ---------------------- | --------------------- | --------- | ------------- |
| 2019 | Tencent Music Festival | New Power of QQ Music | Ganador   | [ 16 ] [ 17 ] |

## Historial de lanzamiento
| Región | Fecha               | Formato          | Sello                           |
| ------ | ------------------- | ---------------- | ------------------------------- |
| China  | 26 de julio de 2019 | Descarga digital | JYP Entertainment Tencent Music |
| Mundo  | 26 de julio de 2019 | Descarga digital | JYP Entertainment Tencent Music |